# محمد سعد حداد
محمد سعد حداد الشهير بحدّاد (1919م - 2011م)، خطاط مصري معروف، وأحد أشهر كتبة المصاحف في القرن العشرين.

## حياته ودراسته
ولِد محمد سعد إبراهيم الحداد المعروف بـ «حداد» عام عام 1919م في مدينة الفيوم، عرف محمد حداد بين زملائه وهو صغير بحب الرسم وكان مشدوداً أيضاً لحب الخط رحل إلى القاهرة والتحق بمدرسة سليم زكي بالظاهر، وكان زميلاً له فيها رئيس مصر الأسبق جمال عبد الناصر، وجد في القاهرة بغيته حيث الإعلانات واللافتات التي رآها خاصة بالموسكي من خلال كتابات الخطاط الكبير محمود عبد العال. التحق بمدرسة تحسين الخطوط الملكية، وحصل على دبلوم الخط العربي ودبلوم التخصص في الخط والتذهيب سنة 1941 و 1943م، وكان الأول على القطر المصري، كما حصل على شهادة البكالوريا سنة 1940م والتحق بمدرسة الفنون العليا، وتخرج فيها بترتيب الأول على دفعته عام 1945م.

## أعماله
عمل مدرسًا للتربية الفنية بالإسماعيلية، والمنيا، والقاهرة، كذلك عمل خطاطًا بمعظم المجلات التي كانت تصدرها القوات المسلحة، سافر إلى الكويت للمساهمة في الأعمال الخطية بتلفزيون الكويت، وكذلك عمل في الإخراج الفني لمجلة الكويت ومجلة عالم الفكر. خطّ حداد ستة مصاحف منها مصحف الشمرلي الشهير في مصر.

## الجوائز والتقدير
حاز العديد من الجوائز والأوسمة منها:
- جائزة الدولة التشجيعية 1984م .
- وسام العلوم والفنون من الطبقة الأولى يناير 1986 م .
- ميدالية تكريم بمعرض الخط العربى الدورة الأولى بقصرالفنون.

له عدة مقتنيات رسمية في وزارة الثقافة بالعراق. وقد أقام العديد من المعارض الخاصة، منها:
- معرض بقاعة الفنون التشكيلية بدار الأوبرا - القاهرة.

المعارض الجماعية المحلية:
- معرض الخط العربى بقصر الفنون 2000- القاهرة.

المعارض الجماعية الدولية:
- معارض في قاعة رويال أكاديمي بلندن .
- معرض بالعراق .[3]

## وفاته
توفى في 14 يناير 2011م بعد عمر مديد حافل بالعطاء والبذل فكان نموذجاً فريداً من الخطاطين العظماء.